# 榛野奈奈惠
榛野奈奈惠（日語：榛野なな恵，1月24日—），日本漫畫家，福島縣出身，畢業於法政大學文學部哲學科。

## 經歷
西元1978年以〈キューピッド・ベイビー〉於《月刊セブンティーン》出道。
1989年作品《Papa told me》榮獲第35屆小學館漫畫賞少女向部門賞。